# Isla Tortuga, Baja California Sur
Isla Tortuga är en vulkanisk ö i Mexiko. Den tillhör kommunen Mulegé i delstaten Baja California Sur, i den västra delen av landet, 1 600 km nordväst om huvudstaden Mexico City. Arean är 11,3 kvadratkilometer.